# Wāsil ibn ʿAtā'
Abū Hudhaifa Wāsil ibn ʿAtā'  (arabisch أبو حذيفة واصل بن عطاء, DMG Abū Huḏaifa Wāṣil ibn ʿAṭāʾ gest. 748/9) war ein islamischer Prediger und Theologe aus Basra, der als der Begründer der Muʿtazila gilt.

## Leben
Zu seinem Leben gibt es nur wenige Informationen. Wāsil gehörte zu den Mawālī und verdiente seinen Lebensunterhalt als Garnhändler. In einzelnen Texten wird davon berichtet, dass er in Medina eine Lehrsitzung von al-Hasan al-Basrī besuchte. In Basra verkehrte er in Kreisen, die der Qadarīya zugerechnet werden. 
Daneben unterhielt Wāsil gute Beziehungen zu den Aliden in Medina. Verschiedene Quellen berichten davon, dass er nach dem Sturz von al-Walid II. im Jahre 744 auch an einem Treffen der Banū Hāschim in dem Ort al-Abwā' im Hedschas teilnahm, bei dem der Alide Muhammad an-Nafs az-Zakīya zum zukünftigen Herrscher gekürt wurde. Allerdings gibt es andere Berichte, nach denen er sich zu diesem Zeitpunkt gerade in Wasit befand, um als Mitglied einer basrischen Delegation den vom neuen Herrscher Yazid III. entsandten Statthalter für den Irak, ʿAbdallāh, den Sohn von ʿUmar ibn ʿAbd al-ʿAzīz, zu begrüßen. 
Wāsils Auftritt in Wāsit ist den Menschen vor allem deswegen im Gedächtnis geblieben, weil er bei diesem Anlass aus dem Stegreif eine fulminante Rede hielt. Beeindruckt war man besonders davon, dass es Wāsil, der wegen eines Sprachfehlers den arabischen Buchstaben rāʾ nicht aussprechen konnte, gelang, nur solche Worte zu wählen, die diesen Buchstaben nicht enthielten. Der Text der Rede ist erhalten und von Hans Daiber inhaltlich hinsichtlich seiner theologischen Lehrpositionen ausgewertet worden.
In einigen Quellen wird berichtet, dass Wāsil Missionare in die verschiedenen Gebiete des islamischen Reiches (Kufa, Arabische Halbinsel, Jemen, Chorasan, Armenien und Maghreb) aussandte, die dort die Menschen zur "Religion Gottes" (dīn Allāh) aufrufen sollten. Im Maghreb, wo sein Missionar ʿAbdallāh ibn al-Hārith tätig war, fiel diese Mission auf besonders fruchtbaren Boden. Naschwān al-Himyarī berichtet, dass sich dort 100.000 Menschen zur Wāsilīya bekannten und Waffen trugen. Als später der Alide Idrīs ibn ʿAbdallāh vor Hārūn ar-Raschīd in den Maghreb floh, fand er bei ehemaligen Anhängern Wāsils Unterschlupf.

## Politische Anschauungen und Lehre
In seinen politischen Anschauungen zeigte Wāsil Präferenzen für ʿAlī ibn Abī Tālib. Die Parteinahme für die Aliden war auch in der Predigt seiner Missionare ein prominentes Element. Als um das Jahr 747 Anhänger Wāsils im Jemen von den Umayyaden hingerichtet wurden, erfolgte dies, weil man sie für Schiiten hielt. Allerdings erkannte Wāsil auch das Kalifat von ʿUthmān ibn ʿAffān an. In Bezug auf die erste Fitna entwickelte er eine ähnliche Position wie vor ihm die Murdschiʾa: Er meinte nämlich, dass man sich des Urteils über die Prophetengefährten, die an der Fitna teilgenommen hatten, enthalten müsse. Zwar müsse man bei der Kamelschlacht davon ausgehen, dass eine der Parteien vom rechten Weg abgeirrt sei (fasaqa), doch wisse man nicht, welche. Daraus leitete er aber auch ab, dass auf die Zeugenaussage der beteiligten Personen Aischa bint Abi Bakr, ʿAlī und Talha nichts zu geben sei.
Die Kategorie des fisq, der Abirrung vom rechten Weg, wandte Wāsil auch auf den Todsünder an und entwickelte damit eine neue Kompromissposition in der Sündenlehre, die damals von den Extrempositionen der Charidschiten und der Murdschiʾiten geprägt war. Während Erstere den Todsünder als Ungläubigen einstuften und die Murdschi'iten ihn als Gläubigen betrachteten, meinte Wāsil, dass er sich auf der Zwischenstufe des "Abgeirrten" (fāsiq) befinde, dessen Zeugenaussage ungültig ist, der aber nicht aus Gemeinschaft der Muslime auszuschließen ist. Diese Zwischenstufe wurde von ihm al-manzila baina l-manzilatain („Die Stufe zwischen den beiden Stufen“) genannt. Wāsil soll darüber auch einen eigenen Traktat abgefasst haben, der aber nicht erhalten ist. Von entscheidender Bedeutung für den Erfolg seiner Lehre war es, dass er ʿAmr ibn ʿUbaid, der in Basra hohes Ansehen genoss, auf seine Seite ziehen konnte. ʿAmr leitete seit dem Tode von Qatāda ibn Diʿāma im Jahre 735 den Schülerkreis von al-Hasan al-Basrī.
Hinsichtlich der Abrogationslehre entwickelte Wāsil eine Unterscheidung, die später im gesamten sunnitischen Islam übernommen worden ist. Sie besagt, dass nur Gebote und Verbote des Korans abrogiert werden können, nicht dagegen narrative Passagen (aḫbār).

## Wāsil als Gründer der Muʿtazila
Spätestens ab dem 9. Jahrhundert galt Wāsil als Gründer der Muʿtazila. Der spätere Doxograph asch-Schahrastānī entwickelte ein Bild von Wāsils Lehre, wonach diese bereits alle fünf Lehrsätze der Muʿtazila enthielt. Einige westliche Wissenschaftler wie Wilferd Madelung und Hans Daiber haben dieses Bild übernommen. Daniel Gimaret und Josef van Ess haben mit Verweis, dass die frühen Quellen dazu schweigen, jedoch Bedenken gegen eine solche Sichtweise angemeldet. Von den fünf Lehrsätzen der Muʿtazila lässt sich allein derjenige von der Zwischenstufe des Todsünders (al-manzila baina l-manzilatain) sicher auf ihn zurückführen.